# Pogynden
De Pogynden (Russisch: Погынден) is een 297 kilometer lange rivier in het noordwesten van de Russische autonome okroeg Tsjoekotka. De rivier ontspringt op de uitlopers van het Raoetsjoeagebergte nabij de berg Oevel'enej (1238 meter) en doorstroomt -voornamelijk tussen de bergen- een lange boog; eerst naar het noorden, dan naar het noordwesten, westen, zuidwesten en ten slotte het zuiden om uiteindelijk vanauit het noorden uit te monden in de Kleine Anjoej.
De belangrijkste zijrivieren zijn vanaf de bronnen de Aljarmagtyn (drukt de rivier naar het zuiden), Ajoepvejem, Ljolvergyrgyn en Ljadindja. In de benedenloop bevinden zich een aantal meanders en voormalige stroombeddingen.
De rivier wordt vooral gevoed door sneeuw en regen en bevriest van september tot juni tot op de bodem. In het stroomgebied zijn goudafzettingen gevonden. Aan de rivier bevinden zich twee verlaten plaatsen; Aljarmaoet (aan de instroom van de Janramkyvaam) en Pogyndino.